# Corrado Vivanti
Corrado Vivanti (Mantova, 23 gennaio 1928 – Torino, 8 settembre 2012) è stato uno storico italiano.

## Biografia
Scampato alle persecuzioni delle Leggi razziste antiebraiche del 1938 rifugiandosi con la famiglia in Svizzera, fino all'estate del 1945,  dopo la fine della seconda guerra mondiale ha aderito al movimento degli chalutzim e tra il 1950 e il 1953 visse a Ruchama, un kibbuz laico in Israele. Successivamente è tornato in Italia, terminando gli studi universitari e laureandosi nel 1957 all'Università di Firenze con Delio Cantimori. Si iscrisse al Partito comunista italiano (PCI) in cui rimase politicamente attivo fino alla sua dissoluzione. 
Dal 1957 al 1962 ha studiato a Parigi sotto la direzione di Fernand Braudel. Inizia i suoi studi dedicandosi alle campagne del mantovano e, in seguito, approfondisce il pensiero di Niccolò Machiavelli, di Paolo Sarpi e di Alexis de Tocqueville, fornendo una serie di edizioni delle loro opere che resteranno, insieme con le relative introduzioni, un insostituibile punto di riferimento culturale e filologico. Dal 1962 ha lavorato all'Einaudi in qualità di redattore, curando in particolare il settore storico e, in collaborazione con Ruggiero Romano, ha realizzato la Storia d'Italia (1972-76) e per gli Annali della Storia d'Italia i due tomi de Gli ebrei in Italia (1996-1997). Vi è rimasto come dirigente Redattore capo fino al commissariamento della casa editrice. Dal 1968 al 1986 ha insegnato Storia delle dottrine politiche all'Università di Torino, poi dal 1986 Storia moderna  all'Università di Perugia e infine dal 1990 al 2000 all'Università di Roma “La Sapienza”. Ha collaborato a lungo con l'Istituto Nazionale di Studi sul Rinascimento a Palazzo Strozzi a Firenze. Nel giugno 2002 ha ricevuto dall'Accademia dei Lincei il Premio del Presidente della Repubblica per la Storia. Ha contribuito alla fondazione e insegnato a lungo presso la Scuola Superiore di Studi Storici di San Marino, alla quale è stata donata dai familiari la biblioteca.
Dopo una lunga malattia invalidante, è scomparso nel 2012 all'età di 84 anni.

## Opere
- Le campagne del Mantovano nell'età delle riforme, Milano, Feltrinelli, 1959.
- Lotta politica e pace religiosa in Francia fra Cinque e Seicento, Torino, Einaudi, 1963.
- Incontri con la storia. Politica, cultura e società nell'Europa moderna, Roma, SEAM, 2000.
- Quattro lezioni su Paolo Sarpi, Napoli, Bibliopolis, 2005.
- Igor Melani-Leandro Perini-C. Vivanti, Storici moderni del '900, CISU, 2005, ISBN 978-88-797-5338-8.
- Le guerre di religione nel Cinquecento, Collana Biblioteca Essenziale, Roma-Bari, Laterza, 2007, ISBN 978-88-4208-388-7.
- Niccolò Machiavelli. I tempi della politica, Roma, Donzelli, 2008, ISBN 978-88-6036-267-4.
- C. Vivanti-Clelia Della Pergola, Da Mantova alla Svizzera. In fuga per la salvezza, a cura di Alessandro Vivanti, Prefazione di Silvana Calvo, Zamorani, 2019, ISBN 978-88-715-8238-2.

### Curatele
- Storia d'Italia, con Ruggero Romano, 6 voll. in 10 tomi, Collana Grandi Opere, Torino, Einaudi, 1972-1977.
- Le rivoluzioni borghesi, Milano, Fabbri Editori, 1973.
- Paolo Sarpi, Istoria del Concilio Tridentino, 2 voll., Collezione NUE, Torino, Einaudi, 1974; nuova ed. riveduta, Collana Piccola Biblioteca Einaudi.Nuova serie, Torino, Einaudi, 2011, ISBN 978-88-062-0875-2.
- Scienza e tecnica, Annali della Storia d'Italia n.3, Collana Grandi Opere, Torino, Einaudi, 1980.
- Intellettuali e potere, Annali della Storia d'Italia n.4, Collana Grandi Opere, Torino, Einaudi, 1981.
- Niccolò Machiavelli, Discorsi sopra la prima Deca di Tito Livio. Seguiti dalle «Considerazioni intorno ai Discorsi del Machiavelli» di Francesco Guicciardini, Collana NUE n.185, Torino, Einaudi, 1983, ISBN 978-88-065-6085-0; Collana ET Classici, Einaudi, 2000.
- Nicolò Machiavelli, ritratti e rapporti diplomatici, Roma, Editori Riuniti, 2000.
- Alexis de Tocqueville, L'Antico Regime e la Rivoluzione, trad. C. Vivanti e Anna Vivanti Salmon, Collezione i millenni, Torino, Einaudi, 1989, ISBN 978-88-061-1647-7.
- Alexis de Tocqueville, Ricordi, trad. Anna Vivanti Salmon, Prefazione di Fernand Braudel, Collana I Grandi, Roma, Editori Riuniti, 1991; Editori Riuniti University Press, 2012, ISBN 978-88-647-3061-5.
- Niccolò Machiavelli, Opere, 3 voll. (I. 1997; II. 1999; III. 2005), Biblioteca della Pléiade, Torino, Einaudi, 1997-2005.
- Gli ebrei in Italia, 2 voll., Annali della Storia d'Italia n.11, Collana Grandi Opere, Torino, Einaudi, 1996-1997.
- Alexis de Tocqueville, La democrazia in America, trad. Anna Vivanti Salmon, Collezione i millenni, Torino, Einaudi, 2006, ISBN 978-88-061-8478-0.

### Traduzioni
- Lucien Febvre, Studi su Riforma e Rinascimento e altri scritti su problemi di metodo e di geografia storica, Prefazione di Delio Cantimori, Collana Biblioteca di cultura storica n.86, Einaudi, Torino, 1966; Collana Reprints, 2 voll., Einaudi, Torino, 1976.
- Alphonse Dupront, L'acculturazione. Per un nuovo rapporto tra ricerca storica e scienze umane, Collana Nuovo Politecnico n.10, Torino, Einaudi, 1966.
- Jean Chesneaux, Perchè il Vietnam resiste, Collana Nuovo Politecnico, Torino, Einaudi, 1968.
- Jacques Le Goff, L'Italia nello specchio del Medioevo, saggio contenuto nella Storia d'Italia, Collana Grandi Opere, Torino, Einaudi, 1974; Collana Piccola Biblioteca Einaudi, Torino, Einaudi, 2000.
- Lucien Febvre, Problemi di metodo storico, Collana Reprints, Torino, Einaudi, 1976.
- Lucien Febvre, Filippo II e la Franca Contea. La lotta fra nobiltà e borghesia nell'Europa del Cinquecento (Philippe II et la Franche-Comté. Étude d'histoire politique, religieuse et sociale, Flammarion, Paris, 1911), Introduzione di Angelo Torre, presentazione di Fernand Braudel, trad. Anna Marietti Solmi e C. Vivanti, Collana Biblioteca di cultura storica n.138, Einaudi, Torino, 1979, ISBN 978-88-061-7962-5.
- Lucien Febvre, La terra e l'evoluzione umana. Introduzione geografica alla storia, trad. di C. Vivanti e Anna Maria Damiani, Collana Piccola Biblioteca, Torino, Einaudi, 1980.
- Fernand Braudel, Civiltà materiale, economia e capitalismo. Le strutture del quotidiano (secoli XV-XVIII), Biblioteca di cultura storica, Torino, Einaudi, 1982.